# Valy (ort i Tjeckien, Karlovy Vary)
Valy är en ort i Tjeckien.   Den ligger i regionen Karlovy Vary, i den västra delen av landet, 130 km väster om huvudstaden Prag. Valy ligger 565 meter över havet och antalet invånare är 322.
Terrängen runt Valy är platt åt sydost, men åt nordväst är den kuperad. Valy ligger nere i en dal. Runt Valy är det glesbefolkat, med 20 invånare per kvadratkilometer. Närmaste större samhälle är Mariánské Lázně, 3,6 km öster om Valy. I omgivningarna runt Valy växer i huvudsak blandskog.